# 志ん朝のチャレンジQ
『志ん朝のチャレンジQ』（しんちょうのチャレンジキュー）は、1984年4月1日から同年9月30日まで、朝日放送の制作により、テレビ朝日系列でで日曜日の8:30 - 9:00にで放送されたのトーク番組。全26回。

## 概要
取材映像を交えた、会社社長との対談番組だった。

## 出演者
- 司会:古今亭志ん朝[1][2]
- レポーター:石屋智子[2]

## 備考
本番組終了に伴い、土曜 19:00 - 19:30で放送していた『とんがり帽子のメモル』が本枠へ移動し、アニメ枠となった。

## 参考資料
- 朝日放送の50年（2000年3月31日、朝日放送発行） - 国立国会図書館の書誌情報
  - III 資料集